# 에리다누스자리
에리다누스자리(Eridanus [ɪˈɹɪdənəs])는 남쪽 하늘에서 볼 수 있는 별자리로, 현재 이탈리아에 있는 포(Po)강의 그리스 이름으로부터 명칭이 유래되었다.
이 별자리는 대한민국에서 북쪽 일부만 볼 수 있다. 특히 아케르나르는 대한민국에서 볼 수 없다.

## 별과 천체
이 별자리는 강처럼 여러 별이 위아래로 길게 늘어져 있다. 남북으로 가장 길게 뻗은 별자리로 대략 60도의 넓은 하늘을 차지한다.
- 에리다누스자리 알파(α Eri)는 이 별자리에서 가장 남쪽에 있는 아케르나르(Achernar)이다. 1등급 밝기의 아케르나르는 북위 32도 이남에서만 볼 수 있어, 한국에서는 보이지 않지만, 훗날 제주도에서 관측이 가능해질 걸로 보인다. 평한 별로 알려져 있다. 이 별의 적도 방향의 반지름은 극보다 50% 더 크다.
- 에리다누스자리 베타(쿠르사)에서 시작하는 에리다누스강의 끝은 원래 세타별 아카마까지였으나 뒤에 아케르나르까지 이어졌고, 그래서 두 별의 이름의 어원은 아랍어로 강의 끝을 뜻하는 Ākhir an-nahr(아키르 안 나르)로 같다.
- 에리다누스자리 에타별에 1960년대 외계 생명체가 있는지를 알아보기 위해서 오즈마 계획을 실시하였다.
- 에리다누스 엡실론은 비교적 가까운 거리에 있는, 태양과 닮은 별이어서, 공상과학소설의 소재가 되기도 한다. 이 별은 최소한 하나의 목성형행성을 갖고 있다.

- 에리다누스에서는 2007년 8월, 지금까지의 것들 중 최대 크기의 초공동(supervoid)이 발견되었다. 은하계가 없는 비어 있는 부분의 지름은 약 10억 광년이다.[1]

### 어두운 천체들
- NGC 1232: 나선은하이다. τ4별 북서 3°에 있다.
- NGC 1291: 막대나선은하이다.
- NGC 1300: 막대나선은하이다. τ4별 북쪽 2.5°에 있다.
- NGC 1535: 행성상성운이다. γ별 동쪽 4°에 있다.

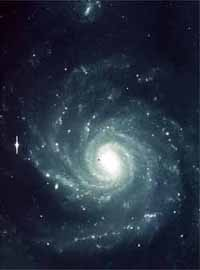
NGC 1232 나선은하
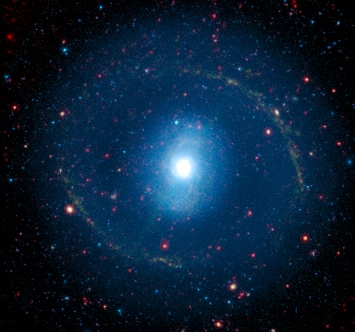
NGC 1291 은하
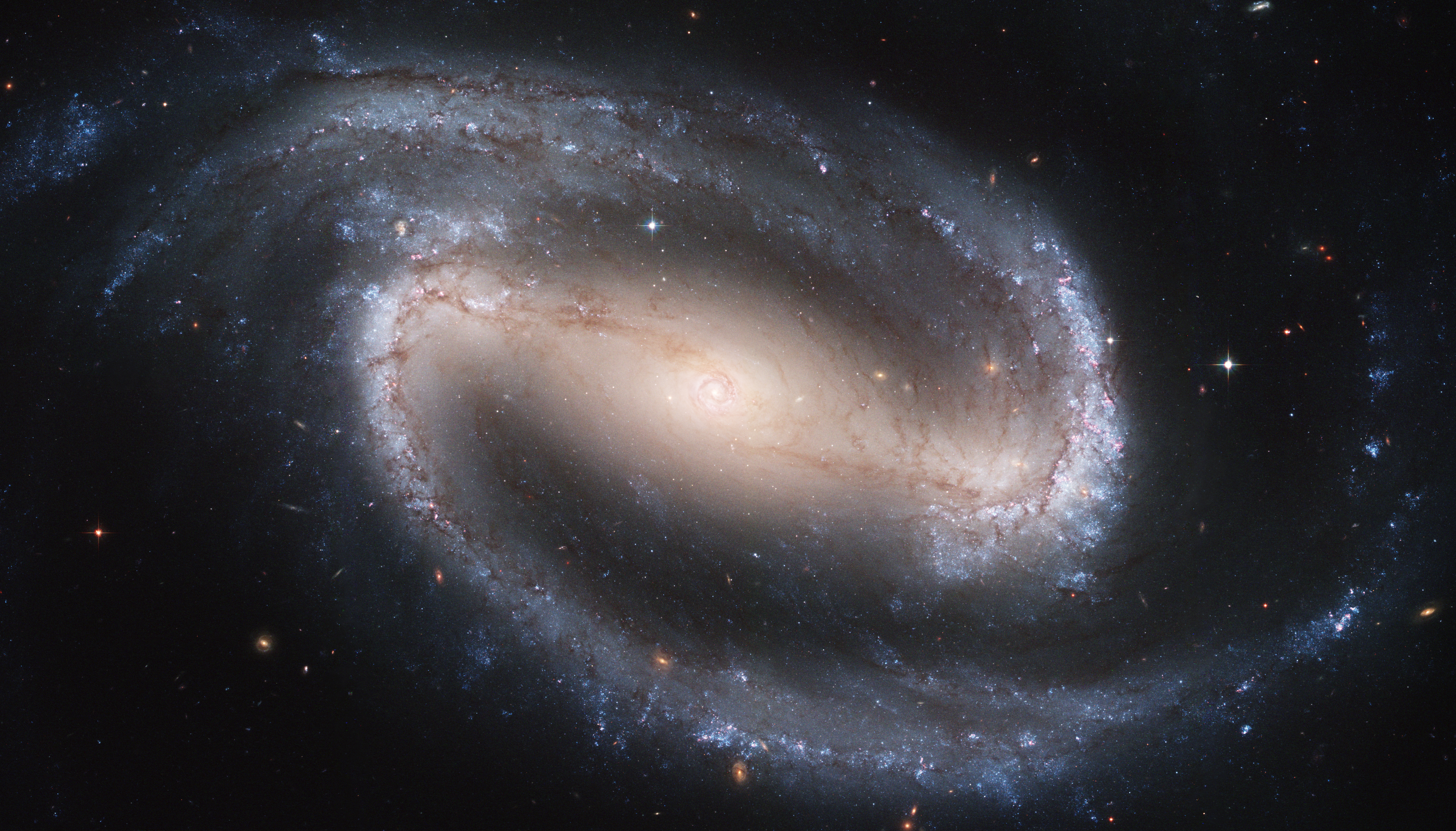
NGC 1300 은하
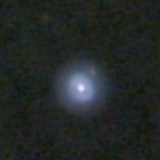
NGC1535 행성상성운(클레오파트라의 눈)

## 신화와 역사
에리다누스에 관련된 그리스 신화가 두 가지 있다.
- 에리다누스는 물병자리로부터 흘러나온 강으로 인식되기도 한다.
- 에리다누스는 파에톤(Phaëton)의 이야기와 주로 연결된다. 파에톤은 태양의 하늘 전차를 몰았지만, 이 흘러나온 강을 통제할 만한 힘이 없어서 다른 방향으로 거칠게 방향을 바꾸었고 그 결과, 전차는 땅에 너무 가까워져 사막을 만들고 사람의 피부를 그을렸고(그리스 신화에서는 이 때문에 에디오피아 사람들의 피부가 검다고 설명한다.), 결국 제우스(Ζεύς)(헤라, 하데스, 포세이돈 등을 비롯하여 12신 중 하나, 신들의 왕으로 불린다.)는 파에톤을 번개로 죽였다. 현재 에리다누스 별자리는 파에톤이 전차를 몰았던 길로 여겨졌다.
- 후세에 이 별자리는 파에톤이 떨어진 지하세계의 강으로 여겨지기도 하였다.
- 에리다누스자리는 톨레미의 48개 별자리 중 하나였으며, 현대 88개 별자리에 포함되어 있다.

## 같이 보기
- 겉보기등급 순 항성 목록